# Ashikaga Yoshiteru
Ashikaga Yoshiteru (足利 義輝?   31 de marzo de 1536 - 17 de junio de 1565) fue el decimotercer shōgun del shogunato Ashikaga y gobernó entre 1546 y 1565 en Japón. Fue el hijo mayor del duodécimo shōgun Ashikaga Yoshiharu, su hermano menor Ashikaga Yoshiaki sería el decimoquinto shōgun.

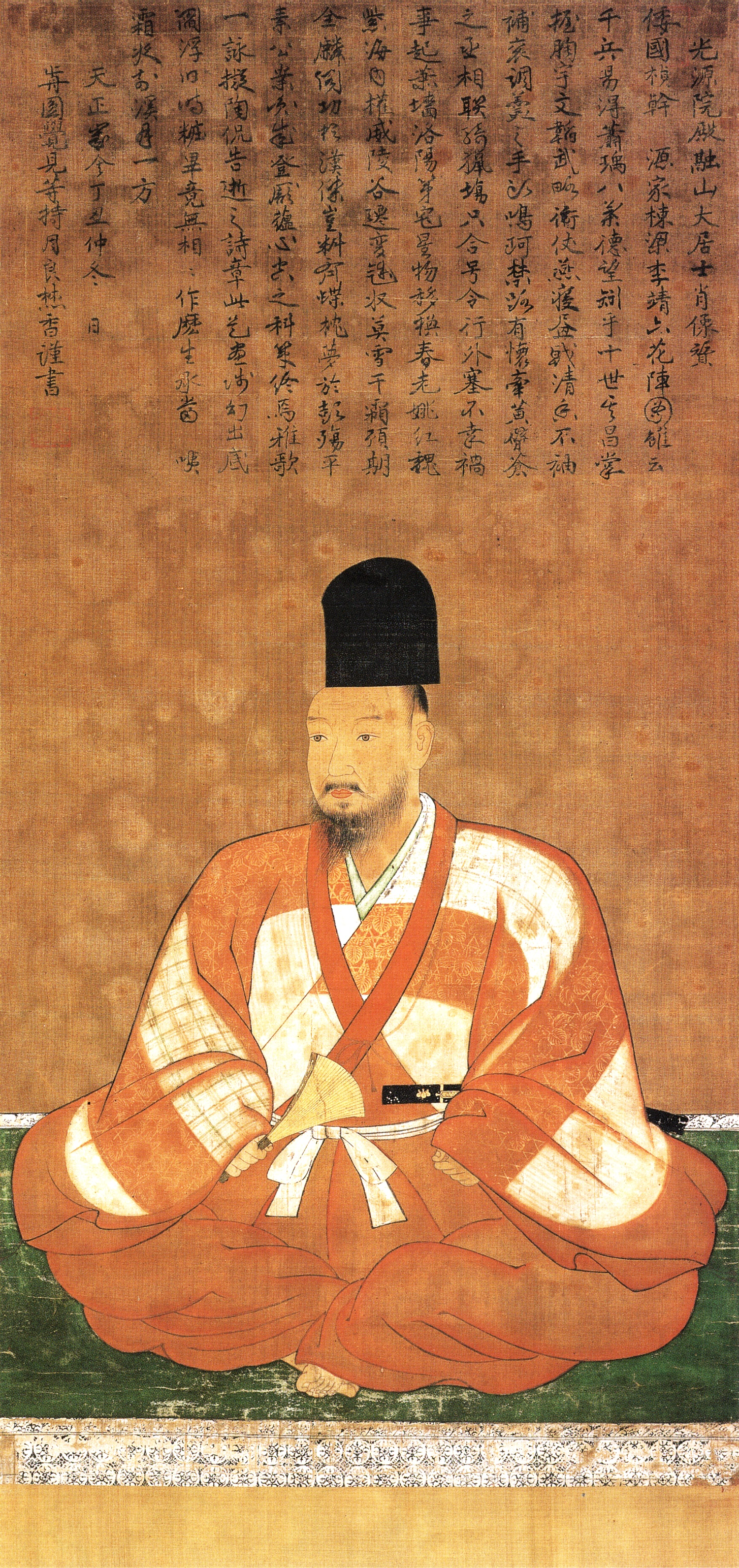
Ashikaga Yoshiteru.

Al igual que su padre, fue un gobernante títere y estaría en medio de la disputa entre Miyoshi Nagayoshi y Hosokawa Ujitsuna. Intentó reafirmar la autoridad de shōgun sobre los daimyō, creando negociaciones de paz con Takeda Shingen y Uesugi Kenshin, Shimazu Takahisa y Otomo Yoshishige, y Mōri Motonari y Amago Haruhisa. 
Fue el último shōgun Ashikaga que tuvo la gobernabilidad sobre Japón.